# Moritzkirche (Spandau)

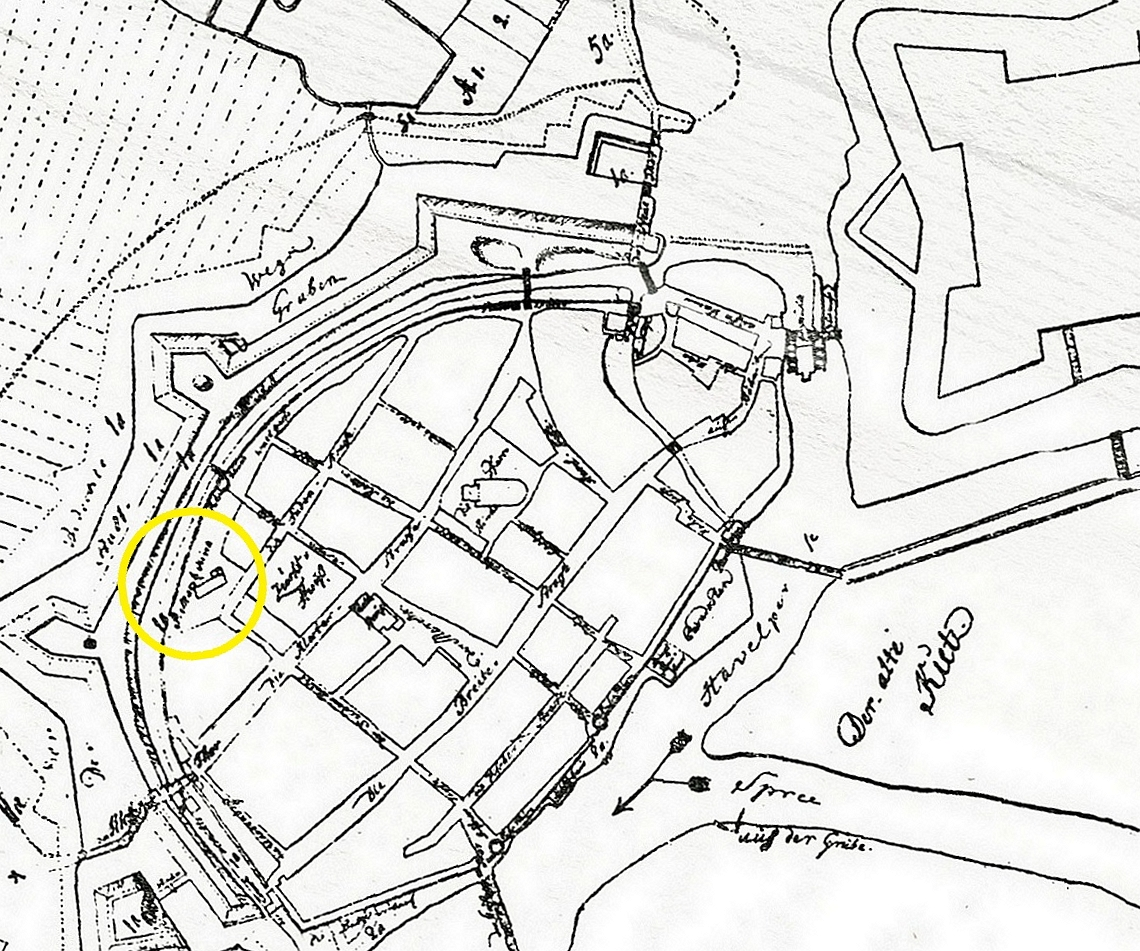
Die Moritzkirche (gelb markiert) auf einem Plan von Spandau 1728

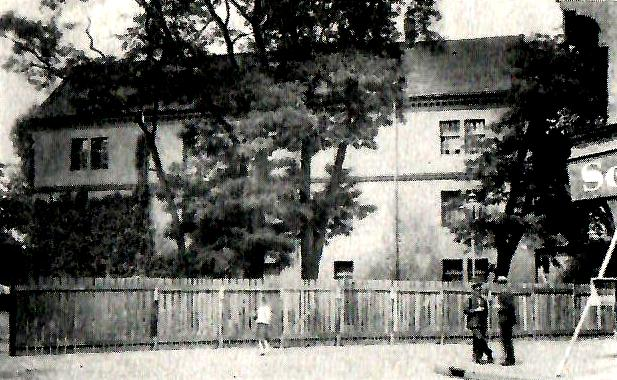
Das Gebäude von Süden vor dem Abriss, 1920

Die Moritzkirche war ein Kirchengebäude in Spandau. Es wird 1461 erstmals erwähnt, war aber sicher älter und wird in neueren Forschungen als möglicherweise älteste Kirche auf dem heutigen Berliner Stadtgebiet angesehen, die um das Jahr 1200 entstanden sein könnte. Seit 1806 wurde das Gebäude als Kaserne genutzt, bis es 1920 abgerissen wurde. Die Kirche trug das Patrozinium des heiligen Mauritius. Sie lag zwischen dem südlichen Ende der Jüdenstraße und der Stadtmauer, heute Viktoriaufer.

## Geschichte

### Entstehungszeit
Die Entstehungszeit der Kirche ist unter Historikern umstritten. Zu Beginn des 13. Jahrhunderts suchte das Erzstift Magdeburg seine Macht im Gebiet östlich der Elbe weiter auszudehnen. In dieser Zeit gab es eine verbreitete Verehrung des heiligen Mauritius; der Heilige war Schutzpatron des Erzbistums Magdeburg, und der Magdeburger Dom trägt das Mauritius-Patrozinium. So nehmen die Historiker mittlerweile (Stand: Juni 2023) an, dass in Spandau eine Kirche zu Ehren von Mauritius gebaut wurde. Spandau war damals eine bedeutende Handelsstadt. Die Kirche wird im Zusammenhang mit anderen historischen Quellen als „Zeichen der frühen Missionsbestrebungen der Magdeburger in der Mark Brandenburg gedeutet.“
Eine erste gesiegelte Urkunde über die Existenz der Kirche stammt aus dem Jahr 1461, als der Presbyter Martinus Brunne aus seinem väterlichen Erbteil einen neu erbauten Altar zu Ehren der Jungfrau Maria und der Heiligen Andreas, Laurentius und Antonius in der Kirche zu St. Mauritii stiftete, an der er selber Kleriker war. Wie schon oben dargestellt, liegen die Anfänge des Kirchengebäudes jedoch sicherlich früher. Hans-Herbert Möller hält es für möglich, dass ursprünglich nur der östliche Teil bestanden haben könnte, der Anfang oder Mitte des 15. Jahrhunderts nach Westen auf die doppelte Größe erweitert wurde.
Die Kirche wird in Quellen der Jahre 1461, 1500 und 1543 auch „ecclesia parochalis“ ‚Pfarrkirche‘, „alte“ oder „gewesene Pfarrkirche“ genannt; für Joachim Pohl wird in diesen Dokumenten „die Erinnerung an diesen vergangenen Zustand“, dass St. Moritz als Pfarrkirche gedient hatte, „bewußt gepflegt“. Frühere Quellen sind nicht bekannt, so dass eine Beurteilung sehr schwierig ist. Unter Historikern ist umstritten, ob es sich um die älteste Pfarrkirche Spandaus, eine zweite Pfarrkirche neben der St.-Nikolai-Kirche oder um eine Klosterkirche des Benediktinerinnenklosters gehandelt hat. Eine Funktion als Klosterkirche setzt voraus, dass das 1239 gegründete Nonnenkloster, das außerhalb der Stadtmauern unmittelbar südlich am später so genannten „Potsdamer Thor“ lag, ursprünglich im Westen nahe dem mittelalterlichen Stadtkern gebaut worden sei; als es nach Stadterweiterung und Bau der Stadtmauer von 1319 innerhalb des Mauerrings zu liegen kam, sei es in den Süden verlegt worden, weil es wegen der Ordensregeln außerhalb der Stadt liegen musste. Somit stamme die Moritzkirche als Klosterkirche am ursprünglichen Ort des Klosters aus der Mitte des 13. Jahrhunderts. Diese These wurde von Albert Ludewig vertreten, wird aber von Hans-Herbert Möller entschieden bezweifelt, der eine Entstehung des Gebäudes gegen Ende des 14. Jahrhunderts annimmt, und zwar nicht als Klosterkirche. Gunther Jahn hält einen Bau der Kirche am Anfang des 15. Jahrhunderts für „sehr wahrscheinlich“.
Joachim Pohl hält ebenfalls die These Ludewigs für verfehlt, da bereits 1251 eine eigene Klosterkirche mit dem Patrozinium der heiligen Maria (und nicht des heiligen Mauritius) schriftlich genannt wird, die beim Kloster südlich der Stadt lag. Er geht von einer noch früheren Entstehungszeit der Moritzkirche aus, nämlich dem 13., womöglich schon dem 12. Jahrhundert, und sieht in St. Mauritius die erste Pfarrkirche Spandows nach der Christianisierung. Die Christianisierung ging in der slawisch-deutschen Übergangszeit der Mark Brandenburg vom Erzstift Magdeburg aus und brachte die Mauritius-Verehrung mit sich, wie etwa auch in Mittenwalde und Jüterbog. Um das Jahr 1240 übertrugen die Benediktinerinnen, so Pohl, den Status der Pfarrkirche auf die von der Spandauer Bürgerschaft wieder hergerichtete Marktkirche (ecclesia forensis) St. Nikolai, um der Bürgerschaft die Entwicklung dieser zu einer repräsentativen Stadtkirche mit Pfarrrechten zu ermöglichen, und die Moritzkirche wurde zur Nebenkirche. Jedenfalls ist in einer Urkunde von 1323 St. Nikolai als einzige Spandauer Pfarrkirche bezeugt. Der Küster von St. Nikolai versorgte die Moritzkirche mit und erhielt dafür jährlich 24 Groschen. Die Kirchenvorsteher der Moritzkirche waren ausweislich mehrerer Urkunden aus dem 15. und 16. Jahrhundert vermutlich identisch mit denen der Nikolaikirche und gehörten gleichzeitig dem Stadtrat an.
Ein Zusammenhang mit dem Benediktinerinnenkloster bestand darin, dass die Äbtissin das Kirchenpatronat über die Kirchen in Spandau und Umgebung hatte, die Verantwortung für die Gottesdienste trug und somit die Vorgesetzte der Pfarrer und sonstigen Kleriker auch an der St.-Nikolai-Kirche und ihren Nebenkirchen war. Im Jahr 1500 beschwerten sich die Hüfner von Spandau beim Kloster über „säumig gehaltenen Gottesdienst“ an St. Moritz – gemäß einer Stiftung sollte mittwochs und freitags eine heilige Messe gefeiert werden – und verweigerten bis zur Abstellung des Problems die Entrichtung ihrer Spenden. Neue Schuhmachermeister hatten gemäß den Vorschriften ihrer Spandauer Zunft von 1485 eine Abgabe von zwei Pfennigen an die Moritzkirche zu leisten. Um die Mitte des 16. Jahrhunderts werden neben dem Marienaltar von 1461 zwei weitere Altäre genannt, die mit einer Altarstiftung ausgestattet waren: ein Johannesaltar, der 1 1⁄2 Schock Einkommen brachte, und ein mit 2 1⁄2 Schock und 18 Groschen dotierter Schützenaltar.

### 16.–19. Jahrhundert

#### Überblick
Auch nach Einführung der Reformation in Spandau 1539 und dem Einbau eines Kornbodens 1545/46 wurden in der evangelisch gewordenen Moritzkirche wohl gelegentlich weiterhin Predigten gehalten, obgleich die Bedeutung der Kirche zurückging. Weil das Nonnenkloster mit der Reformation zum Aussterben verurteilt wurde, wurde auch der Moritzkirche die wirtschaftliche Grundlage entzogen. Das Klostervermögen und das Patronat über die Kirchen fielen an das Amt Spandau. 1552 wendete der Stadtrat drei Groschen für eine Reinigung der Kirche auf. Eine Glocke musste auf Befehl des Kurfürsten Joachim II. nach Hennigsdorf abgegeben werden, eine zweite ging 1656 an den Kommandanten der Zitadelle, wo sie noch am Ende des 18. Jahrhunderts als Uhrglocke genutzt wurde. Als Ersatz bekam die Moritzkirche zwei kleinere Glocken, von denen sie eine 1716 als Torglocke an die Nikolaikirche abgab.
Die Moritzkirche war im Lauf der Zeit „wüst geworden“, verfiel und diente als Bettlerherberge, bis 1642 der Rat der Stadt Spandow beschloss, sie als Ersatz für die abgebrochene Gertraudenkirche in Stresow herrichten zu lassen. Da die eingegangenen Spenden dafür offenbar nicht ausreichten, kam es aber nur zu einer Bemalung der Decke mit Arabesken durch Pancratius Gunzel. In einem zweiten Versuch 1656 kamen mehr Spenden zusammen, sodass die Kirche gründlich renoviert werden konnte. Am 22. September 1657, dem Gedenktag des heiligen Mauritius, wurde die erneuerte evangelisch-lutherische Kirche von Inspektor Joachim Mauritz eingeweiht, und es fanden an dem Tag drei Predigten in der Kirche statt. In der Folgezeit wurde ganzjährig an „Aposteltagen“ und an Wochentagen gepredigt. Im 18. Jahrhundert verfügte die Kirche über Einkünfte aus gestifteten Äckern, durch Geldspenden und durch den Verkauf von Grabstellen auf dem Friedhof. Ab 1659 durfte die in Spandau stationierte Artillerieeinheit Gottesdienste in der Moritzkirche halten, ab 1716 fanden auf Befehl von König Friedrich Wilhelm I. und auf Gesuch von General Johann Sigmund von Schwendy regelmäßig evangelische Sonntagsgottesdienste der Garnison dort statt, von 1713 bis zur Vergrößerung der Zuchthauskapelle 1721 auch für die Gefangenen des nahe gelegenen Zuchthauses. Vorher hatten die Militärgottesdienste seit 1709 in der da neu erbauten Schlosskapelle auf der Spandauer Zitadelle stattgefunden. Katholische Soldaten wurden auf die Kapelle auf dem Gewehrplan verwiesen. Als der Große Kurfürst, Friedrich Wilhelm von Brandenburg, sich für die Öffnung der Kirche für die wachsende reformierte Gemeinde einsetzte, lehnte der Magistrat von Spandau dies ab. Daraufhin wurde für die reformierte Gemeinde am nördlichen Ende der Jüdenstraße die Johanneskirche gebaut.

#### Militärische Nutzung
Mit der Besetzung Spandaus durch die Franzosen endete 1806 die Nutzung des Gebäudes als Kirche. Das französische Militär richtete darin zunächst ein Schlachthaus und später ein Fouragemagazin ein, Kanzel und Gestühl wurden entfernt. Nach Abzug der französischen Truppen nutzte die Preußische Armee die ehemalige Kirche weiter als Fouragemagazin. Der Magistrat verkaufte das innen verwüstete Gebäude für 2000 Taler an den Militärfiskus, weil Geld zur Wiederherstellung der Nikolaikirche nach den Zerstörungen durch das französische Militär benötigt wurde. Der Antrag der katholischen Gemeinde, die sich stark vergrößerte, die Kirche zu kaufen, wurde zwar von der Regierung in Potsdam befürwortet, jedoch 1826 vom Spandauer Magistrat nicht genehmigt. Die Katholiken bauten daraufhin 1847/1848 die Kirche St. Marien am Behnitz. Die Moritzkirche wurde in den Kasernenkomplex an der Jüdenstraße einbezogen, diente gelegentlich als Exerzierhalle und wurde 1837 zum Mannschaftsquartier für Mannschaften der Militärschießschule umgebaut, als das sie bis zum Ende des Ersten Weltkriegs diente.

### Ab dem 20. Jahrhundert
Als nach dem Ersten Weltkrieg in Spandau dringend Wohnraum für die Arbeiter der angesiedelten Industriebetriebe bereitgestellt werden musste, ließ Stadtbaurat Karl Elkart neben anderen Gebäuden 1920 auch die Moritzkaserne abreißen, um in der Jüdenstraße und am Viktoriaufer mehrere dreigeschossige Mietshäuser zu errichten. Dabei wurde versäumt, eine Bauaufnahme des abzureißenden Gebäudes zu machen.
Bereits im Jahr 1981 wurden erste Grabungen um die St.-Nikolai-Kirche durchgeführt, wobei auch Hinweise auf die Grabstätte der Moritzkirche zutage traten. Doch erst im Zusammenhang mit einer umfangreichen baulichen Wiederherstellung historischer Strukturen in der Spandauer Altstadt im 21. Jahrhundert finden tiefgründige archäologische Untersuchungen des Bodens statt, ein Grabungsteam unter Leitung des Historikers Torsten Dressler wurde auf Veranlassung des Denkmalamtes gebildet. Bereits 2020 fanden die Ausgräber einen Teil der Begrenzungsmauer des alten Mauritius-Kirchhofs, die Südseite und die Oberseiten der gemauerten Gewölbe zweier Familiengruften konnten freigelegt werden.
Bei den aktuellen Grabungen ab dem 11. Mai 2023 im Innenhof der Musikschule (der früheren Gottfried-Kinkel-Schule) in der Moritzstraße konnten die Fundamente und Teile des Mauerwerks ausgegraben werden, das beim Abriss der Kirche abgeworfen worden war und dessen Formziegel romanische Stilmerkmale aufweisen. Ob die Ausgrabungen durch ein archäologisches Fenster sichtbar bleiben, wird zurzeit geprüft.

## Bauwerk

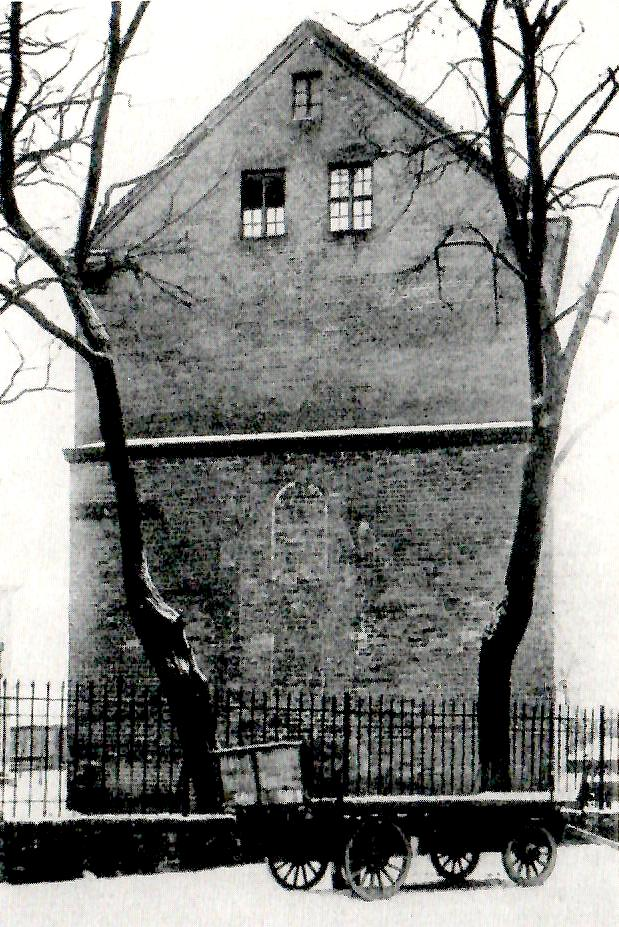
Ostwand der ehemaligen Moritzkirche (1907)

Die Kirche war ein langgestreckter Bau in ungefährer Ost-West-Ausrichtung mit einer Größe von etwa 28,60 m × 10,60 m, wie noch heute aus den Akten des städtischen Grundstücksamtes zu entnehmen ist. In Akten von 1836 war von einer Größe von 90 Fuß Länge, 33 Fuß Breite, 22 Fuß lichter Höhe, bei 3 1⁄2 Fuß (etwa 1 m) Mauerstärke die Rede. Sie war auf einem niedrigen Feldsteinsockel im märkischen Verband gemauert, die Ziegel hatten Klosterformat in zwei Größen: 7,5 cm × 13,5 cm × 25 cm und 10–11 cm × 13,5–14 cm × 30 cm. Das Dach trug einen kleinen Dachreiter mit einer Glocke. Die rechteckige Saalkirche hatte östlich einen flachgeschlossenen Chor, der gegenüber dem westlichen Teil etwas eingezogen war, mit möglicherweise drei Fenstern; zugemauerte Fenster waren auch während der Nutzung als Kaserne noch erkennbar. Die Position von Altären und Kanzel ist nicht mehr zu ermitteln, an der Westseite gab es im Innern eine Empore aus Holz („Schülerchor“). Ein großes spätgotisches Fenster wurde später – zur Zeit der Altarstiftung oder erst später in Zusammenhang mit der Aufstockung – in die Ostwand eingesetzt. Bis mindestens 1552 hatte die Moritzkirche einen Kirchturm mit einer Turmuhr und mehreren Glocken.
Das gesamte Gebäude wurde 1545/1546 vermutlich aufgestockt, eine Zwischendecke wurde eingezogen und der Dachreiter entfernt. Dadurch entstand über dem Kirchenraum im Untergeschoss ein Obergeschoss, das als Kornboden genutzt wurde. Vier neue Fenster wurden eingebrochen; ihre Lage lässt sich nicht mehr rekonstruieren. Die Fenster im Untergeschoss wurden 1547 vergittert und erhielten Fensterläden. Seit dem 16. Jahrhundert gab es an der Nordseite einen rechteckigen Anbau von 10 m × 5 m, vermutlich eine Sakristei.
Um die Mitte des 17. Jahrhunderts fand die vom Magistrat beschlossene gründliche Instandsetzung statt, bei der elf Fenster, zwei große Zinnleuchter und eine Tür mit Schloss und Hakenbändern eingebaut werden konnten. Zudem kam der 1604 geschaffene hölzerne Altar aus der 1640 abgebrochenen Gertraudenkirche, eine Stiftung der Gräfin Lynar, in die Kirche; hierfür mauerte der Kurfürstliche Bauschreiber Joachim Steinhaeuser, in dem Gunther Jahn die treibende Kraft der Renovierung sieht, einen steinernen Unterbau. Der Altar war vielleicht eine verkleinerte Nachbildung des Altarretabels in der Nikolaikirche. Das Bildprogramm zeigte das Abendmahl Jesu, darüber die Kreuzigung und darüber die Himmelfahrt Christi und außerdem unten Mitglieder der Stifterfamilie Lynar. Auch die Kanzel mit Darstellungen des Apostels Paulus, Jesu Christi mit Osterlamm und Siegesfahne, Moses mit den Gesetzestafeln und (vielleicht am Kanzelkorb) den vier Evangelisten könnte aus der Gertraudenkirche übernommen worden sein. Es wurde Gestühl für den Rat, die Prediger und den Kirchenvorstand angebracht. Neben der Kanzel hing ein Gemälde, welches das Jüngste Gericht zeigte. Auch gab es eine Wandmalerei mit dem Thema Jesus Christus und die vier Evangelisten. 1776 wurden über zweihundert Taler für eine „starke Reparatur“ aufgewendet.
Beim Umbau zur Kaserne wurden alle vorhandenen Fenster beseitigt und durch neue Fenstereinbrüche ersetzt, zum Teil als Doppelfenster.

## Grablegen und Friedhof
Der Kurfürstliche Bauschreiber Steinhaeuser hatte 1656 für sich ein Erbbegräbnis in Form von zwei übereinander angeordneten Gewölben hinter der Kanzel der Kirche geschaffen, in dem er beigesetzt wurde. 1687 wurde in der Moritzkirche der Leutnant Melchior Valentin aus Priort in einer Grabstelle vor der Kanzel bestattet, die von einer Mauer umgeben und von einem kleinen Gewölbe geschlossen wurde. In der Folge ließen sich zahlreiche Offiziere der Spandauer Garnison dort beisetzen. Dafür wurde das „Steinhaeusersche Gewölbe“ 1737 instand gesetzt, nachdem die Erben Steinhaeusers es 1709 wieder an die Kirche abgetreten hatten. Eines der Gewölbe lag unter der Erde, eines oberirdisch. In ihnen konnten die Sarkophage beigesetzt werden. Eine Beisetzung in einem der Gewölbe kostete vierzig Taler, an anderer Stelle in der Kirche zehn Taler.
Der St.-Mauritz-Kirchhoff umgab die Kirche und erstreckte sich von der Stadtmauer im Westen bis zur Jüdenstraße im Osten. Bereits seit Anfang ihres Bestehens existierte wohl ein Friedhof, der zu einer Pfarrkirche gehörte, so Joachim Pohl. Als dann St. Nikolai Pfarrkirche wurde, gingen seine Funktionen auf deren Friedhof über, und der Friedhof der Moritzkirche wurde nur noch selten benutzt. Regelmäßig bestattet wurde dort dann wieder seit 1612, als 927 Menschen an der Pest starben, so dass der Nikolaifriedhof zu klein wurde; der Friedhof wurde ab dann „Neuer Kirchhof“ genannt. 1549 wurde bereits ein Totengräberhaus erwähnt, ein Kalkantenhaus musste 1679 ausgebessert werden und wurde 1697 abgebrochen. 1779 wurde eine Scheune für den Leichenwagen gebaut. Der Friedhof, der der Kirche durch den Verkauf von Grabstellen Einkünfte brachte, wurde 1767/68 durch den Bau einer Kaserne an der Südseite und 1784 eines Lazaretts an der Nordseite in seiner Größe stark beschnitten. 1786 errichtete man als Ersatz für ein oberirdisches Gewölbe für Bestattungen an der Stadtmauer, das voll belegt war, ein neues Gewölbe an der Wasserpforte, einem für die Moritzstraße neu geschaffenen Durchbruch durch die Stadtmauer. Möller vermutet, dass nach der Verwüstung der Moritzkirche 1806 auch die Bestattungen eingestellt wurden. Das Friedhofsgelände wurde 1836/1837 zum größten Teil zum Kasernenhof umgestaltet, ferner gab es kleinere Wohngebäude und einen Torfschuppen für die Strafanstalt auf dem Grundstück. Auf dem letzten Stück des Friedhofs an der Moritzstraße wurde 1876 die Gottfried-Kinkel-Schule gebaut. Für dieses Schulgebäude wurde im Jahr 2020 eine Baugrube für einen Anbau ausgehoben, wobei sich auf wenigen Quadratmetern eine Grablege mit einer größeren Anzahl menschlicher Knochen entdeckt wurde. Diese Funde werden dem Friedhof der St.-Moritz-Kirche zugeordnet. Nach einer groben Altersbestimmung der Skelette erhärtet sich die Annahme, dass die 1920 in ihren letzten Grundmauern abgerissene Moritzkirche älter war als die Nikolaikirche und damit das wohl älteste Gotteshaus auf dem heutigen Berliner Stadtgebiet.